# Thermo Fisher Scientific
Thermo Fisher Scientific est une multinationale américaine fournissant du matériel de recherche et d'analyse aux laboratoires. Elle fut créée en 2006 par la fusion de Thermo Electron Corporation avec Fisher Scientific.

## Historique

### Avant fusion

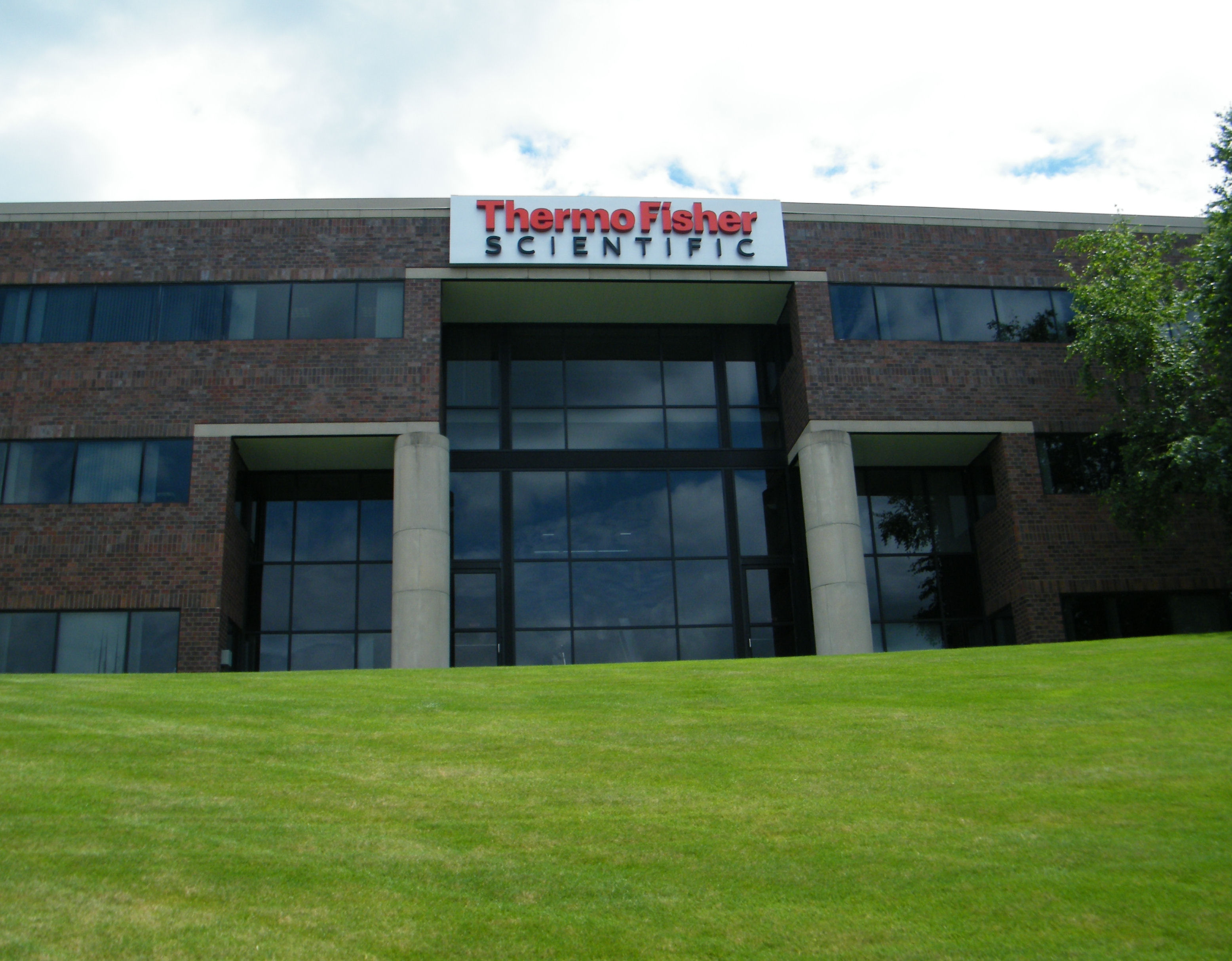
Le siège social de l'entreprise, à Waltham

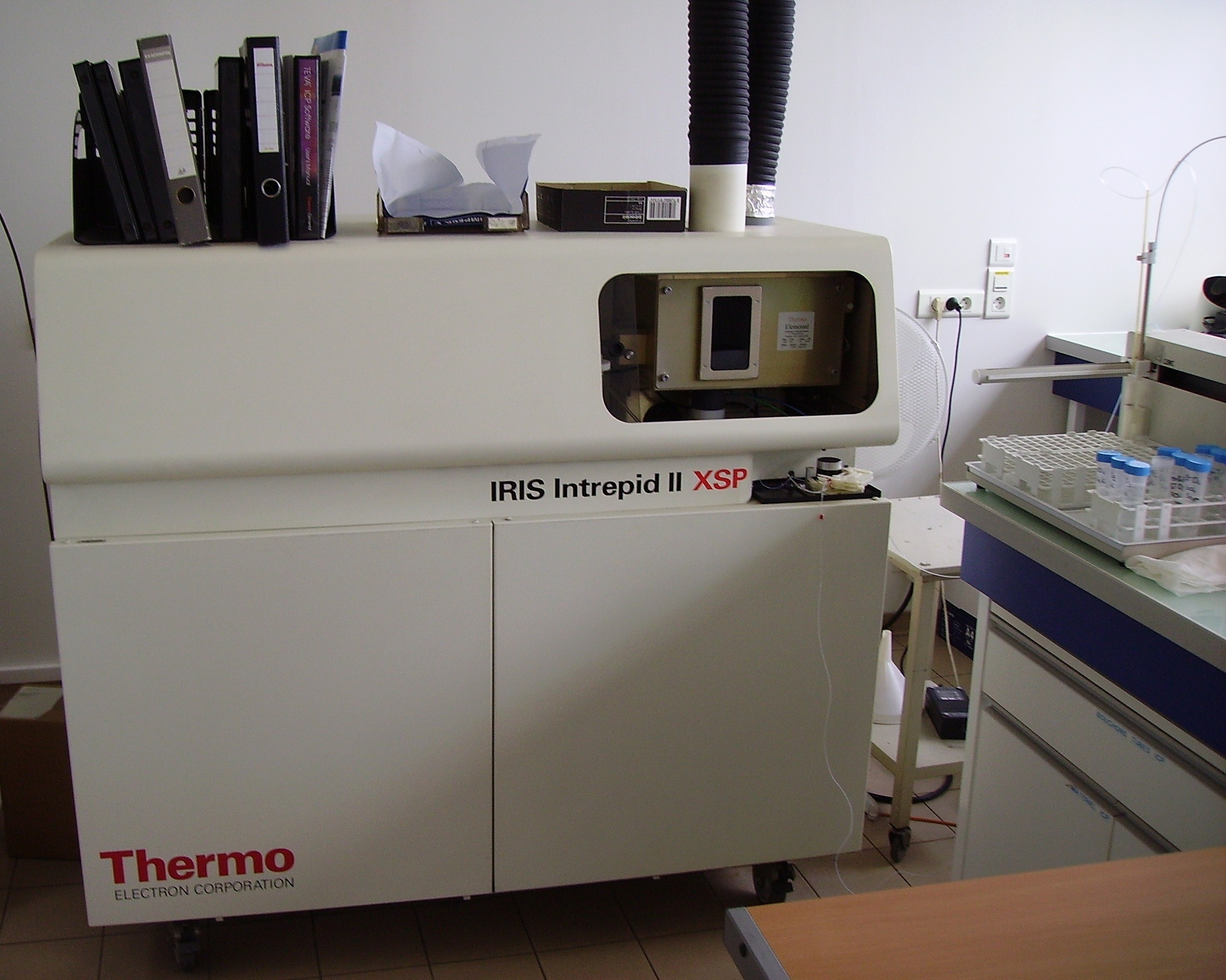
Un spectromètre Thermo Electron Corporation

Thermo Electron Corporation fut fondée en 1956 par George Hatsopoulos, docteur en génie mécanique du MIT. L'entreprise fournit alors des produits et des services de laboratoire et d'analyse. En 2004, son chiffre d'affaires dépasse les 2 milliards de dollars.
Fisher Scientific fut fondée en 1902 par Chester G. Fisher pour proposer aux laboratoires des solutions d'équipement, des consommables ainsi que des services au profit de la santé, de la recherche scientifique, de la sécurité ou encore de l'éducation.

### Après fusion
Le 14 mai 2006, Thermo Electron Corporation et Fisher Scientific annoncent la fusion qui va donner son nom à Thermo Fisher Scientific.
Le 9 novembre 2006, les entreprises annoncent que la fusion est terminée. Toutefois, la Federal Trade Commission juge cette opération anticompétitive au regard de l'évaporateur centrifuge, obligeant Fisher Scientific à vendre ses participations dans Genevac (en). En avril 2007, Genevac est vendue à Riverlake Partners LLC et la fusion se termine avec l'accord du FTC.
En avril 2013, Thermo Fisher Scientific rachète pour 13,6 milliards de dollars, l'entreprise Life Technologies créée en 2008 de la fusion d'Applied Biosystems et d'Invitrogen.
En janvier 2014, Thermo Fisher Scientific vend pour 1,06 milliard de dollars à General Electric des activités de cultures cellulaires, de billes magnétiques et d'altérations de gènes. Cette vente est réalisée pour avoir l'accord de la direction générale de la concurrence de la commission européenne pour le rachat de Life Technologies.
En janvier 2016, Thermo Fisher Scientific annonce l'acquisition d'Affymetrix, spécialisée dans l'analyse génétique, pour 1,3 milliard de dollars. En mars 2016, Origin Technologies surenchérit avec une offre à 1,5 milliard de dollars, cette proposition est par la suite rejetée par la direction d'Affymetrix. En mai 2016, Thermo Fisher annonce l'acquisition de FEI, un producteur de microscope électronique ayant 3 000 employés, pour 4,2 milliards de dollars.
En mai 2017, Thermo Fisher Scientific annonce l'acquisition de Patheon, une entreprise façonnière, sous-traitante des laboratoires pharmaceutiques, pour 5,2 milliards de dollars.
En juin 2018, Thermo Fisher annonce l'acquisition de Gatan, une filiale de Roper Technologies, pour 925 millions de dollars. En janvier 2019, Thermo Fisher annonce la vente de sa filiale dédie à l'anatomo-pathologie pour 1,14 milliard de dollars. En mars 2019, Thermo Fisher annonce l'acquisition de Brammer Bio pour 1,7 milliard de dollars, entreprise de 600 spécialisée dans le matériel pour les thérapies génétiques. En mars 2020, Thermo Fisher annonce l'acquisition pour 11,5 milliards de dollars de Qiagen, une entreprise néerlandaise et allemande spécialisée dans le matériel de test sanguin notamment.
En mai 2020, Thermo Fisher annonce l'acquisition de Qiagen pour 11,5 milliards de dollars. En janvier 2021, Thermo Fisher annonce l'acquisition de Henogen, une entreprise belge de thérapie génique, pour 725 millions d'euros. En avril 2021, Thermo Fisher annonce l'acquisition de PPD pour 17,4 milliards de dollars. En octobre 2022, Thermo Fisher annonce l'acquisition pour 2,25 milliards de livres de Binding Site, une entreprise britannique de diagnostic, spécialisée dans le myélome.
En février 2025, Thermo Fisher annonce l'acquisition pour 4,1 milliards de dollars de l'activité de filtration de Solventum, entreprise issue d'une scission de 3M.

## Principaux actionnaires
Au 4 mars 2020:
| The Vanguard Group               | 7,61% |
| SSgA Funds Management            | 4,07% |
| T. Rowe Price Associates IM      | 4,07% |
| Massachusetts Financial Services | 4,03% |
| Capital Research & Management WI | 3,89% |
| Fidelity Management & Research   | 3,00% |
| Capital Research & Management GI | 2,94% |
| BlackRock Fund Advisors          | 2,41% |
| Wellington Management            | 1,95% |
| Geode Capital Management         | 1,38% |

## Acquisitions et marques appartenant à Thermo Fisher Scientific
Source :
- Accumed
- Acros Organics BVBA
- Advanced Scientifics, Inc.
- Affymetrix[26]
- Alfa Aesar[27]
- Allied Analytical Systems
- Ambion
- Amdel Instrumentation
- AMINCO-Bowman
- Applied Research Laboratories
- Argus
- ARL
- ARL/Fisons
- ATI Instruments North America
- Autometrics
- B•R•A•H•M•S USA, Inc.
- Baird
- Barnstead
- Best Inspection
- BioImage[28]
- Biolab
- Brandt Instruments
- Cahn
- CarePlan
- Carlo Erba
- CASCO
- CE Instruments
- CEDIA
- Chase
- Chemiclave
- CIDTEC, Inc.
- Clintrak Clinical Labeling Services
- Cohesive Technologies
- Consolidated Technologies
- CRS Ltd. (en)
- Damon/IEC
- Denley
- Diagnostix
- Dionex (en)
- Doe and Ingalls
- DRI Microgenics
- DUKE
- Eberline LLC (en)
- EC
- EC Apparatus
- EGS Gauging, Inc.
- Electron
- Elemental
- EnviroTech Controls
- Epoxyn Products L.L.C.
- Epsilon
- Erie Handcare
- Erie Scientific Company
- ESA
- Esco
- FEI[29]
- Fermentas Inc.
- Finnigan
- Finnzymes
- Fisons Instruments
- Fi-Streem
- Flow Automation
- Fluid Data
- Flux Instruments
- Forma
- Forma Scientific
- Gamma-Metrics LLC
- GH Flow Automation
- Gibco
- GK Intertest
- Gold Seal
- Goring Kerr Ltd
- Graseby
- H+P
- HAAKE
- Harris
- Harvey
- Hascal Systems
- Helix MC
- Herz and Partner
- Heto
- Hilger
- Hitech
- Holten
- Houston Atlas
- Hypersil-Keystone LLC
- Icore
- IEC
- Inel
- Innofluor
- Instrumentation Laboratory
- Intertest Ltd
- Invitrogen
- Ionalytics
- Ion Torrent
- Isotemp
- Jarrell-Ash
- Jewett
- Don Sandora Science
- Jouan
- Kay Ray
- Kendro
- Kevex
- Keystone Scientific
- KeyTek LLC
- Labindustries
- Lab-Line
- Labquake
- LabSystems, Inc.
- LDC
- Life Technologies
- Lindberg Blue M
- Linear
- Linkage Biosciences
- Locator
- Magellan Biosciences
- MAS SeraMag
- Material Testing
- Matrix Technologies LLC
- Mattson
- Max Q
- Measuretech Canada
- Megapure
- Menzel
- MF Physics Corporation
- Microgenics Corporation
- MIE, Inc.
- Milton Roy
- MoistureSystems
- Molecular BioProducts
- MSC Moisture Systems
- Nalge Nunc International Corporation
- NanoDrop
- Nanopure
- Napco
- NCAT
- Neslab
- Nexray
- Nicolet Industrial Solutions
- Nicolet Instrument
- Nippon Jarrell Ash
- Niton Analyzers LLC
- NORAN Instruments
- Northern Scientific
- NovaWave Technologies
- Novodirect (Allemagne)
- Nuclear Semiconductor
- Nuova
- Omega Data Systems
- One Lambda
- Onix
- OpitBind
- Optek
- Orion Inc.
- Owl Separation Systems
- Oxoid
- Patheon[30]
- Pactech
- Pathatrix (en)
- Peek Measurement
- Phadia (en)
- Phenom-World
- Philips Scientific
- Pierce Biotechnology
- PMC
- Polychromix
- Polysonics
- Precision
- Proxeon
- Puffer Hubbard
- PV Dry II
- Pye Unicam
- Pyrometer
- QEMSCAN
- QMS
- Quantech
- Quest
- Queue
- R&P
- Ramsey Inc.
- Ramsey Mesulect
- Ramsey Process Controls
- RCCI Australia
- Redox
- Revco
- Remel
- Richard-Allan Scientific Company
- Rupprecht and Patashnick
- Sarasota
- Savant
- Scintag
- ScreenMates
- Sensall
- Sensititre
- Sentron Canada Inc.
- Seradyn
- SeraMag
- SLM Instruments
- Sorvall
- Spectrace
- Spectra-Physics
- SpectraSYSTEM
- Spectra-Tech
- Spectronex
- Spectronic Instruments
- Speedbeads
- SSDetect
- STEM
- Sterilemax
- TDX
- Tecno Europa
- Texas Nuclear
- Thermedics Detection de Mexico
- Thermolyne
- Thermo Electron
- Thermo Shandon
- ThermoQuest
- TJA Solutions
- TMQ
- TN Technologies
- Tokeim Automation
- Tracor Northern
- Trek Diagnostic Systems, Inc.
- Tremetrics
- TSP
- Turner
- Unicam
- Unicam Vacuum Generators
- Unity Lab Services
- Vapo-Steril
- Varioklav
- Veeco (en)[réf. nécessaire]
- VersaTrek
- VG Scientific
- Westronics

## Activité de lobbying

### Aux États-Unis
Selon le Center for Responsive Politics, les dépenses de lobbying de Thermo Fisher aux États-Unis s'élèvent en 2018 à 1 150 000 dollars.

### Auprès des institutions de l'Union européenne
Thermo Fisher est inscrit depuis 2013 au registre de transparence des représentants d'intérêts auprès de la Commission européenne, et déclare en 2017 pour cette activité des dépenses annuelles d'un montant compris entre 200 000 et 300 000 euros.

## Non-respect des normes européennes
Le 21 mai 2019, la fédération allemande pour l'environnement et la protection de la nature (Bund) révèle en utilisant les données fournies par l'agence fédérale de l'environnement allemande comme par l'Agence européenne des produits chimiques que 654 entreprises opérant en Europe ne respectent pas, entre 2014 et 2019, le protocole européen d'enregistrement, évaluation et autorisation des produits chimiques, censé protéger la santé et l'environnement des Européens. Ces entreprises, dont Thermo Fisher, emploient massivement des substances de synthèse interdites et potentiellement dangereuses,,.